# Clematis trifida
Clematis trifida är en ranunkelväxtart som beskrevs av William Jackson Hooker. Clematis trifida ingår i släktet klematisar, och familjen ranunkelväxter. Inga underarter finns listade i Catalogue of Life.